# Макија Гранде (Салерно)
Макија Гранде је насеље у Италији у округу Салерно, региону Кампанија.
Према процени из 2011. у насељу је живело 276 становника. Насеље се налази на надморској висини од 201 м.